# Edgard Sorgeloos
Edgard Sorgeloos (Denderhoutem, Haaltert, 14 de dezembro de 1930) foi um ciclista belga, que foi profissional entre 1951 e 1966. Seu principal sucesso desportivo foi a vitória numa etapa do Tour de France de 1965.

## Palmarés
1955
- 1 etapa à Volta à Suíça
- 1 etapa à Volta à Bélgica

1957
- 1 etapa à Volta à Suíça

1959
- Sassari-Cagliari

1960
- 1 etapa de Através de Flandres

1962
- 1 etapa da Paris-Nice

1964
- Sassari-Cagliari

1965
- 1 etapa ao Tour de France

## Resultados nas grandes voltas
| Carreira           | 1951 | 1952 | 1953 | 1954 | 1955 | 1956 | 1957 | 1958 | 1959 | 1960 | 1961 | 1962 | 1963 | 1964 | 1965 | 1966 |
| ------------------ | ---- | ---- | ---- | ---- | ---- | ---- | ---- | ---- | ---- | ---- | ---- | ---- | ---- | ---- | ---- | ---- |
| Giro d'Italia      | -    | -    | -    | -    | -    | 14º  | 44º  | -    | 55º  | 54º  | 46º  | -    | -    | -    | -    | -    |
| Tour de France     | -    | -    | -    | -    | -    | -    | -    | -    | -    | -    | -    | 62º  | Ab.  | 61º  | 84º  | Ab.  |
| Volta a Espanha    | -    | -    | -    | -    | -    | 22º  | -    | -    | -    | -    | -    | -    | 15º  | -    | -    | -    |
| Mundial em Estrada | -    | -    | -    | -    | -    | -    | -    | -    | -    | -    | -    | -    | -    | 31º  | -    | -    |

-: não participa

Ab.: abandono